# Berit Ås
Berit Ås   (Fredrikstad, 10 d'abril de 1928 - Asker, 14 de setembre de 2024) va ser una política noruega i professora emèrita de Psicologia Social a la Universitat d'Oslo. Nascuda el 1928 a la localitat noruega de Skarpaas. Fou representant del Partit Laborista noruec al Parlament durant els anys 1969-1973. Berit Ås és coneguda com una defensora del moviment pacifista, alhora que activista i promotora del feminisme crític. El seu manifest Master Supression Tecniques és un valuós document que descriu quines són les pautes del comportament masclista i quines són les tècniques que, conscientment o inconscientment, s'empren per menystenir el paper de la dona dins de les tasques de grup.

## Biografia
Els pares d'Ås eren docents. La seva mare i la seva àvia materna eren militants polítiques, i el seu pare era un àvid lector i inventor. Va completar els seus estudis de grau el 1953 i va treballar en temes relacionats amb els riscos del tabaquisme, la protecció dels consumidors, la seguretat infantil i l'habitatge. Va fer classes i dirigir investigacions sobre problemàtiques de la dona a la Universitat d'Oslo, on va ser professora ajudant de Psicologia entre 1969 i 1980, professora associada entre 1980 i 1991, i professora titular de Psicologia Social des de 1991 fins que es va jubilar el 1994. També va ser professora visitant a la Universitat de Missouri entre 1967 i 1968, a la Universitat Mount Saint Vincent el 1983, a la Universitat d'Uppsala el 1989, a la Universitat Saint Mary el 1997, i al College of Saint Scholastica el 1999.

### Carrera política
Ås va ser durant diversos anys membre del Partit Laborista noruec. El seu primer càrrec polític va ser com a regidora a Asker el 1967. Quatre anys més tard va liderar, al costat de Karla Skaare, el que més tard va ser va ser conegut com el «cop de les dones», quan les dones van aconseguir la majoria dels representants a les 3 assemblees municipals més importants de Noruega el 1971. A Asker, aquesta iniciativa va ser encapçalada per Berit Ås, Tove Billington Bye, Casa Borge Refsum i Kari Bjerke Andreassen. Va ser membre suplent del Parlament pel Partit Laborista entre 1969 i 1973.
Va ser expulsada del Partit Laborista l'any 1972, i després es va convertir en la primera líder del Partit Socialista d'Esquerra. Va ser membre del Parlament entre 1973 i 1977, i va liderar nombroses campanyes polítiques, com la Vaga Internacional de Dones per la Pau el 1962, el moviment femení en contra de la integració a la Unió Europea, i altres. Va ser de les primeres activistes en exigir una avaluació de l'impacte de les plataformes petrolieres al mar del Nord.
Va realitzar importants contribucions a la lluita feminista a Noruega. Va liderar els esforços per establir una Universitat Feminista en els anys 1980, i va formular cinc tècniques de dominació que són utilitzades per a menystenir el paper de la dona dins de les tasques del grup, encara que també d'altres persones. També va ser cofundadora de la Universitat Nòrdica de les dones.
L'any 1973 es va allotjar durant una setmana a l'apartament dels músics John Lennon i Yoko Ono a Manhattan, mentre participava de la Conferència de dones. Lennon va conèixer Ås després de llegir un dels seus discursos.